# Arnold von Rosenstiel

Arnold von Rosenstiel etwa 1904 in Gorgast

Arnold von Rosenstiel (* 29. Juli 1864 in Gorgast, Kreis Lebus; † 24. Januar 1926) war ein königlich-preußischer Landrat des Kreises Lissa (1898–1907) in der Provinz Posen und Rittergutsbesitzer.

## Leben
Rosenstiel wurde als eines von elf Kindern des Domänenpächters von Gorgast, Gustav von Rosenstiel geboren.,Zum Studium 1883 in Heidelberg wurde er ebenso wie zuvor sein Bruder Conrad bei dem Corps Saxo-Borussia aktiv.  1896 heiratete er Elfriede von Wilamowitz-Moellendorff (* 14. Mai 1876; † 9. Februar 1952), eine Tochter von Hugo von Wilamowitz-Moellendorff, mit der er zwei Söhne hatte, von denen ihn einer überlebte. Durch die Heirat gelangte er in den Besitz der Güter Lipie mit Waltershof und Osniszczewo in der Provinz Posen. Er war Vorstandsmitglied der Landwirtschaftskammer für die Provinz Posen Rittmeister der Reserve sowie Rechtsritter des Johanniterordens.